# 敘拉
敘拉（挪威語：Sula）是挪威默勒-魯姆斯達爾郡的一個市镇，行政中心为蘭格沃格村。市镇面积为58.52平方公里，人口数量为9,636人（2023年），人口密度为每平方公里168.8人。